# Muse (Marvel Comics)
Muse è il nome di due serial-killer appartenenti all'Universo Marvel: il primo è stato ideato da Charles Soule e Ron Garney nel 2016 mentre la seconda da Erica Schultz e Valentina Pinti nel 2025

## Storia editoriale
Muse debutta per la prima volta fuori campo nel quinto albo scritto da Charles Soule per la serie a fumetti Daredevil nel marzo del 2016 mentre appare nella sua interezza nell'undicesimo albo nel settembre dello stesso anno. Il suo vero nome è ignoto.
Morgan Whittier, imitatrice dell'originale, debutta nel gennaio del 2025 come principale avversaria di Elektra Natchios all'interno della miniserie Daredevil: Unleash Hell.

## Altri media
Serie
Nella serie televisiva Disney+ del 2025, Daredevil - Rinascita, Muse è interpretato dall'attore Hunter Doohan e doppiato in italiano da Andrea Di Maggio. Il serial-killer in questa versione non è presentato come un inumano e gli viene data una identità civile, Bastian Cooper.